# Bojanovice (Rabí)
Bojanovice (německy Bojanowitz) jsou malá vesnice, část města Rabí v okrese Klatovy v Plzeňském kraji. Nachází se asi 1,5 kilometru severovýchodně od Rabí. Vede jimi silnice II/169. Bojanovice leží v katastrálním území Bojanovice pod Rabím o rozloze 4,17 km². Severovýchodně od vesnice se do Otavy vlévá Černíčský potok.

## Historie
První písemná zmínka o vesnici pochází z roku 1347.

## Obyvatelstvo
| Rok            | 1869 | 1880 | 1890 | 1900 | 1910 | 1921 | 1930 | 1950 | 1961 | 1970 | 1980 | 1991 | 2001 | 2011 | 2021 |
| -------------- | ---- | ---- | ---- | ---- | ---- | ---- | ---- | ---- | ---- | ---- | ---- | ---- | ---- | ---- | ---- |
| Počet obyvatel | 262  | 286  | 240  | 253  | 259  | 222  | 210  | 139  | 165  | 137  | 104  | 93   | 78   | 66   | 84   |
| Počet domů     | 32   | 36   | 38   | 38   | 40   | 41   | 42   | 41   | 41   | 37   | 33   | 42   | 42   | 41   | 43   |

## Obecní správa
Při sčítání lidu v letech 1850–1959 Bojanovice byly samostatnou obcí, se kterým patřily nejprve do okresu Strakonice, ale v roce 1950 v okrese Horažďovice. Od roku 1960 jsou částí města Rabí v okrese Klatovy. V letech 1850–1949 k obci patřily Malé Hydčice.

## Pamětihodnosti
- Boží muka
- Rýžoviště (sejpy)
- Usedlost čp. 18
- Kaplička